# Przedmość
Przedmość est une localité polonaise de la gmina de Praszka, située dans le powiat d'Olesno en voïvodie d'Opole.